# Petros VII.

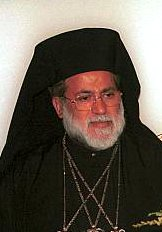
Patriarch Petros VII. von Alexandrien

Petros (Papapetrou) VII. (* 3. September 1949 in Sichari, Zypern; † 11. September 2004) war der griechisch-orthodoxe Patriarch von Alexandrien mit dem offiziellen Titel Papst und Patriarch von Alexandrien und ganz Afrika.
Petros wurde am 18. Februar 1997 von der Heiligen Synode gewählt und trat sein Amt am 9. März des gleichen Jahres an. Vor seiner Wahl diente Petros als Diakon und Priester. 1983 wurde er zum Bischof geweiht. Er stand in einem engen Verhältnis zu seinem Vorgänger Patriarch Parthenios III. und übernahm nach dessen Tod 1996 sein Amt.
Petros VII. starb zusammen mit 16 anderen Personen, darunter drei Bischöfen der Alexandrinischen Kirche, beim Hubschrauberabsturz vor Athos. Der Hubschrauber sollte ihn zu einem Besuch auf den Berg Athos bringen.